# Svízelka chlupatá

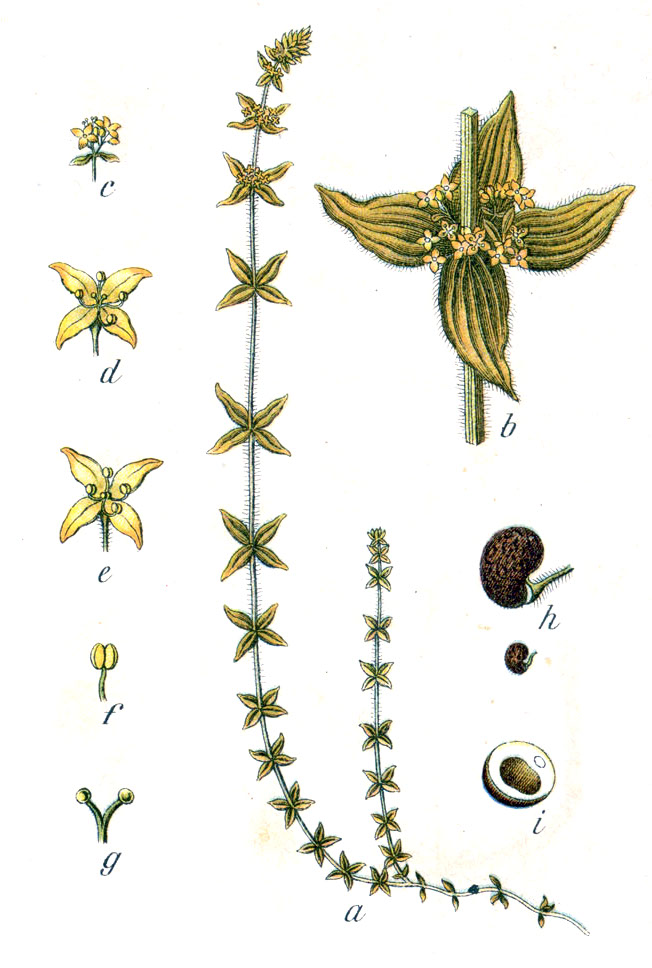
Zobrazení svízelky chlupaté

Svízelka chlupatá (Cruciata laevipes) je vytrvalá, žlutozelená, stínomilná a vlhkomilná, planě rostoucí bylina s množství drobných, žlutých kvítků, Je jedním ze tří původních druhů rodu svízelka, které rostou v přírodě České republiky.

## Výskyt
Rostliny tohoto druhu se vyskytují, vyjma Skandinávie, téměř ve všech evropských zemích a dále východním směrem přes Ukrajinu a Turecko až po oblast Kavkazu. Rostou v nadmořské výšce až 2100 m. Byly zavlečeny i Severní Ameriky, kde se objevují ve Spojených státech.
V Česku se vyskytují hojně nebo roztroušeně v mezofytiku, méně časté jsou v termofytiku kolem dolních toků řek. Poměrně vzácné bývají v suchých oblastech na jižní Moravě, zcela chybí v jižních a jihovýchodních Čechách.

## Ekologie
Preferuje vlhké, humózní, zásadité až neutrální půdy dobře zásobené živinami, hlavně dusíkem. Je částečně stínomilná a roste v relativně nenarušených biotopech, na vlhčích okrajích lesů, podél potoků a řek, v příkopech cest i železničních tratí, na mokrých loukách, pastvinách i v křovinách, obvykle vytváří široké kolonie.
Je schopná regenerovat prostřednictvím oddenků a podzemních výběžku a může dlouho setrvávat na svém stanovišti. Prospívá ji občasné spasení nebo pokosení okolí, aby se odstranily konkurenceschopnější druhy.

## Popis
Svízelka chlupatá je hemikryptofyt, vytrvalá bylina vysoká 20 až 50 cm. Má poléhavou nebo přímou, jen u báze větvenou lodyhou vyrůstající z tenkého, silně větveného, plazivého oddenku. Lámavá, čtyřhranná lodyha s dlouhými internodiemi je porostlá měkkými a odstávajícími chlupy a má žlutozelené listy ve čtyřčetných přeslenech.
Listy všech přeslenů nestojí střídavě, ale přesně nad sebou. Jejich čepele bývají dlouhé 15 až 25 a široké 5 až 10 mm, jsou vejčité, elipsovité nebo široce kopinaté, trojžilové, po obvodě celokrajné, na vrcholu tupě špičaté a po obvodě a žilkách hustě chlupaté. Po odkvětu spodní listy usychají a ostatní se svěšují dolů. Listy v přeslenu jsou ve skutečnosti jen dva (to jsou ty, ze kterých vyrůstají květy) a další dva jsou pouze stejně vypadající palisty (z nich květy nerostou).
Po medu vonící květy na chlupatých stopkách vyrůstají v pěti až devítikvětých vrcholících (kratších než listy) z paždí těsně nad listy. Prostřední květy ve vrcholíku jsou oboupohlavné a krajní jsou samčí se zakrnělými pestíky; po odkvětu se květenství sklánějí dolů. Kalich je nezřetelný, citrónově žlutá nebo žlutozelená, srostlá koruna se čtyřmi oválnými laloky má v průměru 2 až 3 mm. Tyčinky s prašníky jsou čtyři a spodní vícedílný semeník má vytrvalou čnělku. Opylovány jsou drobným létajícím hmyzem nebo samosprašně. Kvetou v dubnu až červenci.
Plod je lysá dvounažka dělící se ve zralosti ve dvě kulovitá či vejčitá, olivově hnědá neb černá, hladká nebo i žebrovaná merikarpia velká asi 2,5 mm. Schopnost semen (merikarpií) vyklíčit netrvá déle než rok. Hmotnost tisíce semen je 3,6 gramů. Ploidie druhu je 2n = 22.

## Rozmnožování

Květenství

Na přirozených stanovištích se rozmnožuje vegetativně rozrůstáním oddenků a pohlavně semeny. Uměle ji lze rozšiřovat jarním dělením trsů nebo podzimním výsevem semen, kdy v průběhu zimy semena ztrácejí dormanci.

## Možnost záměny
V přírodě ČR jsou rozšířeny ještě dva jiné druhy svízelky, svízelka lysá (Cruciata glabra) a svízelka piemontská (Cruciata pedemontana). Svízelka lysá má lodyhy i květní stopky lysé a její merikarpia mají hruškovitý tvar. Svízelka piemontská má lodyhy drsné a květenství tvoří jen několik málo květů, které po odkvětu překryjí listy.

## Význam
V současnosti je svízelka chlupatá ekonomicky bezvýznamnou rostlinou. Dříve byly využívány její schopnosti diuretické, adstringentní i hojivé. Odvar z listů byl používán při neprůchodnosti žaludku nebo střev, pro stimulaci chutí k jídlu i jako lék na revmatismus a vodnatelnost. Kořen i nať obsahují červené barvivo a po jejich spasení většího množství dávají krávy červeně zabarvené mléko.